# El tiempo y el viento (película)
El tiempo y el viento es una película brasileña estrenada en 2013 y dirigida por Jayme Monjardim. La película se basa en la trilogía de Érico Veríssimo, un clásico de la literatura brasileña.
En Brasil, TV Globo la transmitió en formato de serie desde el 1 hasta el 3 de enero de 2014, en 3 capítulos. Obtuvo un promedio 25 puntos.
Fue protagonizada por Thiago Lacerda, Marjorie Estiano, Cleo Pires y Fernanda Montenegro. Tuvo el actor argentino Martín Rodríguez y el actor uruguayo César Troncoso en dos de los papeles principales.

## Trama
O Tempo e o Vento gira en torno a la historia de amor entre Bibiana y el capitán Rodrigo.
En la última noche de vida de la octogenaria Bibiana Terra Cambará (Fernanda Montenegro), su esposo el Capitán Rodrigo Cambará (Thiago Lacerda), que murió hace 50 años, vuelve a recogerla. A su lado ella recuerda la saga de su familia entre amores y guerras, desde el romance prohibido de sus abuelos Ana Terra (Cléo Pires) y el indio Pedro Missioneiro (Martín Rodríguez), hasta su propia historia de amor con el capitán Rodrigo. La elección de la joven Bibiana (Marjorie Estiano) por el capitán, por encima del heredero de los Amaral, dio origen a la rivalidad entre las familias Terra Cambará y Amaral.
La película retrata los 150 años de la historia de una provincia al sur del Brasil y penetra en acontecimientos históricos importantes de los países del espacio platino, como las Guerras Guaraníticas (entre las Coronas Ibéricas y los indios de las Misiones), las campañas militares portuguesas en la Banda Oriental, la guerra entre las Provincias Unidas del Río de la Plata y el Imperio del Brasil, la Revolución Farroupilha y las revoluciones federalistas entre Maragatos y Chimangos de fines del siglo XIX.

## Elenco
| Actor                   | Personaje                      |
| ----------------------- | ------------------------------ |
| Thiago Lacerda          | Capitán Rodrigo Cambará        |
| Marjorie Estiano        | Bibiana Terra Cambará (joven)  |
| Fernanda Montenegro     | Bibiana Terra Cambará (vieja)  |
| Cléo Pires              | Ana Terra (joven)              |
| Suzana Pires            | Ana Terra (adulta)             |
| José de Abreu           | Ricardo Amaral                 |
| Paulo Goulart           | Ricardo Amaral Neto            |
| Janaína Kremer          | Bibiana Terra Cambará (adulta) |
| Mayana Moura            | Luzia Silva Cambará            |
| Igor Rickli             | Bolívar Terra Cambará          |
| Rafael Cardoso          | Florêncio Terra (joven)        |
| Elisa Volpatto          | Alice Terra Cambará            |
| Luiz Carlos Vasconcelos | Maneco Terra                   |
| Leonardo Medeiros       | Bento Amaral                   |
| Cyria Coentro           | Henriqueta Terra               |
| César Troncoso          | Padre Alonzo                   |
| Cacá Carvalho           | Pedro Terra (viejo)            |
| Leonardo Machado        | Marciano Bezerra               |
| Cris Pereira            | Juvenal Terra                  |
| Marat Descartes         | Licurgo Cambará                |
| Vanessa Lóes            | Maria Valéria Terra            |
| Matheus Costa           | Pedro Missioneiro (niño)       |
| Martín Rodríguez        | Pedro Missioneiro (adulto)     |
| Áurea Baptista          | Arminda                        |
| Danny Gris              | Florêncio Terra (viejo)        |
| José Henrique Ligabue   | Antônio Terra                  |
| Marcos Verza            |                                |
| Kaic Crescente          | Rodrigo Terra Cambará          |

## Premios
- Trofeo Lente de Cristal de Mejor Película - 5º Cinefest Brasil/Montevideo.[4][5]
- 10º Premio Fiesp/Sesi de Cinema de Mejor Dirección de Arte.[6]

### Nominado
Premio de la Academia Brasileira de Cinema.
- Mejor Dirección: Jayme Monjardim.
- Mejor Actriz: Marjorie Estiano y Fernanda Montenegro (finalista).
- Mejor Actor: Paulo Goulart y Thiago Lacerda.
- Mejor Actriz de Reparto: Cyria Coentro, Suzana Pires, Vanessa Lóes.
- Mejor Actor de Reparto: César Troncoso, José de Abreu y Martín Rodríguez.
- Mejor Adaptación: Letícia Wierzchowski y Tabajara Ruas – adaptado de la Obra “O tempo e o Vento – O Continente” de Érico Veríssimo.
- Mejor Dirección de Fotografía: Affonso Beato, ASC, ABC. (finalista)
- Mejor Dirección Arte: Tiza de Oliveira (finalista).
- Mejor Vestuario: Severo Luzardo.
- Mejor Maquillaje: Marisa Amenta.
- Mejor Montaje: Gustavo Giani.
- Mejor Sonido Directo: Jorge Saldanha.
- Mejor Edición de Sonido: Alessandro Laroca.
- Mixagem: Alessandro Laroca, Armando Torres Jr. e Eduardo Virmond Lima (finalistas).
- Mejor Banda Sonora: Alexandre Guerra.